# Ждановские поля (Березники)
Ждановские поля — упраздненный рабочий поселок, ныне микрорайон на севере города Березники Пермского края.

## История
В 1929 г. территория вдоль Соликамского тракта южнее деревни Жданово начинает застраиваться первыми деревянными бараками и двухэтажными домами для размещения строителей Березниковского химического комбината.
В 1934 г. Ждановские поля вошли в состав образованного двумя годами ранее города Березники.

## Известные жители
- В послевоенные годы на Ждановских полях вместе с семьёй жил Алексей Решетов[2].

## Основные улицы
Улицы, существовавшие в 1930-х годах: Артема, Декабристов, Институтская (Циренщикова), Комсомольская, Ленина (Березниковская), Октябрьская, Перекопская, Пролетарская, Северный переулок, Советский проспект, Стаханова, Султановский переулок, Фрунзе, Чапаева. Курсивом выделены ул., существующие ныне, в скобках даны совр. названия.
Современная условная граница Ждановских полей определена улицами Березниковской, санитарной зоной зеленых насаждений, пр. Ленина, Советским проспектом и ул. Пролетарской.